# Bretagne Classic Ouest-France 2021
La Bretagne Classic Ouest-France 2021, ottantacinquesima edizione della corsa, valevole come ventisettesima prova dell'UCI World Tour 2021 categoria 1.UWT, si svolse il 29 agosto 2021 su un percorso di 250,5 km, con partenza e arrivo a Plouay, in Francia. La vittoria fu appannaggio del francese Benoît Cosnefroy, il quale completò il percorso in 5h59'56", alla media di 41,841 km/h, precedendo il connazionale Julian Alaphilippe e il danese Mikkel Honoré.
Sul traguardo di Plouay 100 ciclisti, su 164 partiti dalla medesima località, portarono a termine la competizione.

## Squadre e corridori partecipanti
| N.      | Cod. | Squadra               |
| ------- | ---- | --------------------- |
| 1-7     | BEX  | Team BikeExchange     |
| 11-17   | DQT  | Deceuninck-Quick Step |
| 21-27   | LTS  | Lotto Soudal          |
| 31-37   | ACT  | AG2R Citroën Team     |
| 41-47   | TJV  | Jumbo-Visma           |
| 51-57   | EFN  | EF Education-Nippo    |
| 61-67   | TBV  | Bahrain Victorious    |
| 71-77   | BOH  | Bora-Hansgrohe        |
| 81-87   | TQA  | Team Qhubeka NextHash |
| 91-97   | UAD  | UAE Team Emirates     |
| 101-107 | MOV  | Movistar Team         |
| 111-117 | AST  | Astana-Premier Tech   |

| N.      | Cod. | Squadra                  |
| ------- | ---- | ------------------------ |
| 121-127 | DSM  | Team DSM                 |
| 131-137 | TEN  | TotalEnergies            |
| 141-147 | ISN  | Israel Start-Up Nation   |
| 151-157 | BBK  | B&B Hotels               |
| 161-167 | IGD  | Ineos Grenadiers         |
| 171-177 | GFC  | Groupama-FDJ             |
| 181-187 | ARK  | Team Arkéa-Samsic        |
| 191-197 | COF  | Cofidis                  |
| 201-207 | BBH  | Burgos-BH                |
| 211-217 | TFS  | Trek-Segafredo           |
| 221-227 | IWG  | Intermarché-Wanty-Gobert |
| 231-237 | DEL  | Delko                    |

## Ordine d'arrivo (Top 10)
| Pos. | Corridore          | Squadra    | Tempo    |
| ---- | ------------------ | ---------- | -------- |
| 1    | Benoît Cosnefroy   | AG2R       | 5h59'56" |
| 2    | Julian Alaphilippe | Deceunick  | s.t.     |
| 3    | Mikkel Honoré      | Deceunick  | a 3"     |
| 4    | Ethan Hayter       | Ineos      | a 13"    |
| 5    | Connor Swift       | Arkéa      | s.t.     |
| 6    | Franck Bonnamour   | B&B Hotels | s.t.     |
| 7    | Jasper Stuyven     | Trek       | s.t.     |
| 8    | Valentin Madouas   | Groupama   | s.t.     |
| 9    | Quentin Pacher     | B&B Hotels | a 16"    |
| 10   | Giacomo Nizzolo    | Qhubeka    | a 17"    |